# ماثيو نوكس
ماثيو نوكس (بالإنجليزية: Matthew Knox)‏ (22 ديسمبر 1999 بإدنبرة في المملكة المتحدة - ) هو لاعب كرة قدم بريطاني في مركز الهجوم. شارك مع منتخب اسكتلندا تحت 17 سنة لكرة القدم. أما مع النوادي، فقد لعب مع نادي ليفينغستون لكرة القدم.

## وصلات خارجية
- ماثيو نوكس على موقع قاعدة بيانات كرة القدم.إي يو (الإنجليزية)
- ماثيو نوكس على موقع Soccerbase.com (لاعب) (الإنجليزية)
- ماثيو نوكس على موقع Soccerway.com (الإنجليزية)